# Geddington
Geddington är en ort och civil parish i Storbritannien.   Den ligger i grevskapet Northamptonshire och riksdelen England, i den sydöstra delen av landet, 110 km norr om huvudstaden London. Geddington ligger 74 meter över havet och antalet invånare är 1 537.
Terrängen runt Geddington är platt. Runt Geddington är det tätbefolkat, med 397 invånare per kvadratkilometer. Närmaste större samhälle är Kettering, 5,0 km sydväst om Geddington. Trakten runt Geddington består till största delen av jordbruksmark.